# Ouïezd de Vytegra
L'ouïezd de Vytegra (en russe : Вытегорский уезд) était un ouïezd du gouvernement d'Olonets dans l'Empire russe.

## Présentation
L'ouïezd de Vytegra était situé sur la rive sud-est du lac Onega.
À l'ouest, l'ouïezd était bordé par l'ouïezd de Lodeïnoïe Pole du gouvernement d'Olonets, au nord par l'ouïezd de Kargopol.
Le centre administratif de l'ouïezd était Vytegra.

## Démographie
Au recensement de l'Empire russe de 1897, l'ouïezd de Vytegra comptait 55 999 habitants.
Ils avaient pour langue maternelle russe (99,5 %), finnois (0.9 %), yiddish (0,1 %), polonais (0,9 %).